# Devil in His Heart
Devil in His Heart (englisch Teufel in seinem Herzen) ist ein Lied der weiblichen Gesangsgruppe The Donays, das 1962 als Single-B-Seite veröffentlicht wurde. Komponiert wurde es von Richard B. Drapkin.
1963 wurde Devil in Her Heart (englisch Teufel in ihrem Herzen) von der britischen Band The Beatles auf ihrem Studioalbum With the Beatles veröffentlicht.

## Hintergrund
The Donays waren ursprünglich eine fünfköpfige Gesangsgruppe aus Hamtramck, Michigan, die Schulfreunde waren. Ihre Mitglieder waren Janice Guinn, ihre Schwester Armie Guinn, Yvonne Singleton, Michelle Ray und Mary (Nachname unbekannt). Sie wurden bei einer Highschool-Talentshow entdeckt.
Am 6. August 1962 wurde Devil in His Heart als Single-B-Seite von The Donays veröffentlicht, die A-Seite ist eine weitere Komposition von Richard B. Drapkin mit dem Titel Bad Boy. Ursprünglich wurde die Single Mitte 1962 auf dem regionalen Correc-Tone-Label veröffentlicht, ab August erschien sie bei dem überregionalen Label Brent Records. Die Single konnte sich nicht in den US-amerikanischen Charts platzieren. Es war die letzte Veröffentlichung der Donays, da sich die Gruppe auflöste. Der weitere aufgenommene Titel You Always Talk About Tomorrow wurde nicht mehr veröffentlicht.
Devil in His Heart gehörte 1963 zum Live-Repertoire der Beatles, sie änderten den Titel jedoch in Devil in Her Heart ab.
Während der Studioaufnahmen zum Album With the Beatles nahmen die Beatles sechs Fremdkompositionen für das Album auf, da sie nicht genügend geeignete Eigenkompositionen hatten. Eines davon war Devil in Her Heart.
George Harrison sagte über das Lied: „Brian [Epstein] hatte bei der NEMS die Angewohnheit, wenigstens ein Exemplar jeder neu herausgekommenen Platte zu kaufen. Deswegen hatte er Platten, die keine Hits in England und noch nicht einmal in Amerika waren. Vor einem Auftritt trafen wir uns immer nach Geschäftsschluss im Plattenladen und stöberten die Regale auf der Suche nach Neuem durch. Devil in Her Heart und Barrett Strongs Money waren Platten, die wir im Laden entdeckt hatten und die wir interessant fanden.“

## Aufnahme der Beatles
Devil in Her Heart wurde am 18. Juli 1963 zwischen 19 und 22:45 Uhr in den Londoner Abbey Road Studios (Studio 2) mit dem Produzenten George Martin aufgenommen. Norman Smith war der Toningenieur der Aufnahmen. Die Band nahm insgesamt sechs Takes auf, wobei der sechste Take für die finale Version verwendet wurde.
Am 18. Juli 1963 nahmen die Beatles noch drei weitere Lieder auf: Till There Was You, Money (That’s What I Want) und  You Really Got a Hold on Me.
Die Abmischung des Liedes erfolgte am 21. August 1963 in Mono und am 29. Oktober 1963 in Stereo.
Besetzung
- John Lennon: Rhythmusgitarre, Hintergrundgesang
- Paul McCartney: Bass, Hintergrundgesang
- George Harrison: Leadgitarre, Gesang
- Ringo Starr: Schlagzeug, Maracas

## Veröffentlichungen
- Am 6. August 1962 erschien von The Donays die Single Bad Boy / Devil in His Heart auf Brent Records.[3]
- Am 12. November 1963 erschien Devil in Her Heart in Deutschland auf dem ersten Beatles-Album  With the Beatles, in Großbritannien war es das zweite Beatles-Album; es erschien am 22. November 1963.
- In den USA wurde Devil in Her Heart erstmals auf dem dortigen dritten Album The Beatles’ Second Album am 10. April 1964 veröffentlicht.
- Im April 1965 erschien in der DDR die Beatles-Single It Won’t Be Long / Devil in Her Heart.[4]
- Für BBC Radio nahmen die Beatles unter Live-Bedingungen zwei weitere Fassungen von Devil in Her Heart auf, von denen die Aufnahme vom 16. Juli 1963 im BBC Paris Theatre, London, auf der Beatles-EP Baby It’s You am 20. März 1995 erschien. Die weitere Aufnahme vom 3. September 1963, im Studio Two, Aeolian Hall, London erschien auf dem Beatles-Kompilationsalbum On Air – Live at the BBC Volume 2 am 8. November 2013.[5]

## Weitere Coverversionen
- Trevor Moss & Hannah-Lou – We ’re With the Beatles [6]
- The Two of Us – With The Beatles [7]